# Comissió Independent d'Eleccions i Límits
La Comissió Independent d'Eleccions i Límits (en anglès: Independent Electoral and Boundaries Commission o IEBC) és un organisme regulador independent que va ser fundat en 2011 per la Constitució de Kenya. La Comissió s'encarrega de realitzar o supervisar els referèndums i les eleccions a qualsevol òrgan o ofici electiu establert per la Constitució, així com qualsevol altra elecció prescrita per una llei del Parlament.
Es va crear en virtut d'una disposició de la Constitució de 2010 i de la Llei de la Comissió Electoral Independent i de Límits. El seu mandat inclou "la inscripció contínua de votants i la revisió del padró electoral, la delimitació de circumscripcions i districtes electorals, la reglamentació del procés dels partits polítics, la solució de controvèrsies electorals, la inscripció de candidats a les eleccions, l'educació dels votants, la facilitació de l'observació, supervisió i avaluació de les eleccions, la reglamentació dels diners gastats per un candidat o un partit en relació amb qualsevol elecció, l'elaboració d'un codi de conducta per als candidats i els partits, i la supervisió del compliment de la legislació sobre la presentació de candidats pels partits".
La Comissió està formada per set comissionats i un director general nomenat per ells (que també actua com a secretari de la comissió). Els comissionats són nomenats pel President de Kenya i confirmats pel Parlament de Kenya. Cada membre compleix un mandat de sis anys. Per llei, cap comissionat pot ser membre d'un partit polític, i calen almenys quatre vots per dur a terme qualsevol acció oficial de la Comissió.